# 赵明生
赵明生（1929年—），男，原籍江苏镇江，生于上海，中华人民共和国电机工程专家、政治人物，曾任机械工业部副部长、机械电子工业部副部长，第八届全国政协委员。